# انتخابات مجلس الأمن التابع للأمم المتحدة 1971
أُجريت انتخابات مجلس الأمن التابع للأمم المتحدة لعام 1971 في 23 نوفمبر 1971 خلال الدورة السادسة والعشرين للجمعية العامة للأمم المتحدة، التي عقدت في مقر الأمم المتحدة في مدينة نيويورك. انتخبت الجمعية العامة غينيا والهند وبنما والسودان ويوغوسلافيا أعضاءً غير دائمين في مجلس الأمن التابع للأمم المتحدة لمدة عامين تبدأ في 1 يناير 1972. وكانت هذه أول انتخابات لغينيا والسودان في المجلس.

## القواعد
يتألف مجلس الأمن من 15 مقعدًا، يشغلها خمسة أعضاء دائمين وعشرة أعضاء غير دائمين. وفي كل عام، يتم انتخاب نصف الأعضاء غير الدائمين لمدة عامين.   ولا يجوز للعضو الحالي أن يترشح على الفور لإعادة انتخابه. 
وفقًا للقواعد التي يتم بموجبها تناوب المقاعد العشرة غير الدائمة في مجلس الأمن بين الكتل الإقليمية المختلفة التي تقسم إليها الدول الأعضاء في الأمم المتحدة تقليديًا لأغراض التصويت والتمثيل،  يتم تخصيص المقاعد الخمسة المتاحة على النحو التالي:
- مقعدان للدول الإفريقية، أحدهما لـ"المقعد العربي" (تشغلهما بوروندي وسيراليون)
- مقعد للمجموعة الآسيوية (الآن مجموعة آسيا والمحيط الهادئ)[5] (تشغله سوريا)
- مقعد لأمريكا اللاتينية ومنطقة البحر الكاريبي (تشغله نيكاراغوا)
- مقعد لمجموعة أوروبا الشرقية (تشغله بولندا)

ولكي يتم انتخابه، يجب أن يحصل المرشح على أغلبية ثلثي الحاضرين والمصوتين. إذا كان التصويت غير حاسم بعد الجولة الأولى، فسيتم إجراء ثلاث جولات من التصويت المقيد، تليها ثلاث جولات من التصويت غير المقيد، وهكذا، حتى يتم الحصول على نتيجة. في التصويت المقيد، لا يجوز التصويت إلا على المرشحين الرسميين، بينما في التصويت غير المقيد، يجوز التصويت على أي عضو في مجموعة إقليمية معينة، باستثناء أعضاء المجلس الحاليين.

## النتيجة
أدار الانتخابات رئيس الجمعية العامة للأمم المتحدة آنذاك آدم مالك من إندونيسيا. كان عدد الدول الأعضاء في الأمم المتحدة 131 دولة في ذلك الوقت. ولم يكن هناك أي ترشيح قبل التصويت. وكان على المندوبين أن يكتبوا أسماء الدول الأعضاء الخمس التي يرغبون في انتخابها على أوراق الاقتراع. وتم التصويت على ورقة اقتراع واحدة. تم استخدام 116 ورقة اقتراع.
| الدولة                  | الجولة الأولى |
| يوغوسلافيا              | 112           |
| السودان                 | 111           |
| غينيا                   | 109           |
| بنما                    | 108           |
| الهند                   | 107           |
| البيرو                  | 2             |
| تشيلي                   | 1             |
| إثيوبيا                 | 1             |
| فيجي                    | 1             |
| إسرائيل                 | 1             |
| باكستان                 | 1             |
| تونس                    | 1             |
| ممتنعون                 | 0             |
| بطاقات الاقتراع الباطلة | 0             |
| الأغلبية المطلوبة       | 78            |

## روابط خارجية
- وثيقة الأمم المتحدة A/59/881 مذكرة شفوية من البعثة الدائمة لكوستاريكا تحتوي على سجل لانتخابات مجلس الأمن حتى عام 2004